# Plastiksprengstoff

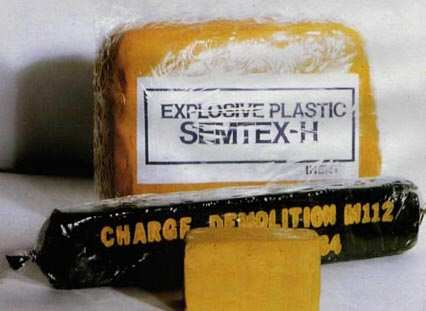
Semtex-H als Beispiel eines Plastiksprengstoffs

Als Plastiksprengstoffe oder plastische Sprengstoffe werden Sprengstoffe bezeichnet, die sich durch ihre Plastizität auszeichnen, also weich und formbar sind.
Die Bezeichnung „Plastiksprengstoff“ ist eine nicht ganz korrekte Lehnübersetzung des englischen Ausdrucks plastic explosive. Verkürzend wird „Plastik“, das Nomen für Kunststoffe auf Polymerbasis, verwendet. Der Begriff „plastischer Sprengstoff“ wäre hingegen im Sinne der ursprünglichen Bedeutung korrekt. Plastiksprengstoff ist auch nicht mit polymer-gebundenem Sprengstoff oder kunststoff-gebundenem Sprengstoff zu verwechseln.

## Geschichte

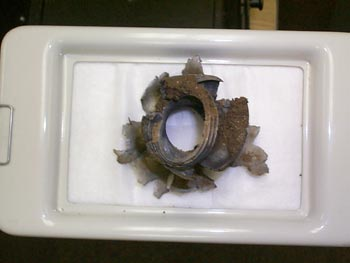
Reste einer mit dem plastischen Sprengstoff C4 gefüllten Rohrbombe aus einem FBI-Versuchsaufbau

PE-808-Plastiksprengstoff, eine britische Vorkriegserfindung der Nobel Division, Imperial Chemical Industries, bestand damals aus mit Nitrotoluol phlegmatisierter und plastifizierter Sprenggelatine, einem brisanten Sprengstoff. Ein Gemisch aus 61,5 % Nitroglycerin, 16 % Nitrocellulose, 22 % Nitrotoluol und 0,5 % Magnesiumcarbonat ergab ein stabiles, wasser- und stoßfestes, kittähnliches Material, das man in Behälter füllen oder direkt auf ein Objekt streichen konnte. So schuf man eine effektive Waffe für den Widerstand, die ideal zur Sabotage von Bahngleisen oder anderen verwundbaren Zielen eingesetzt werden konnte.

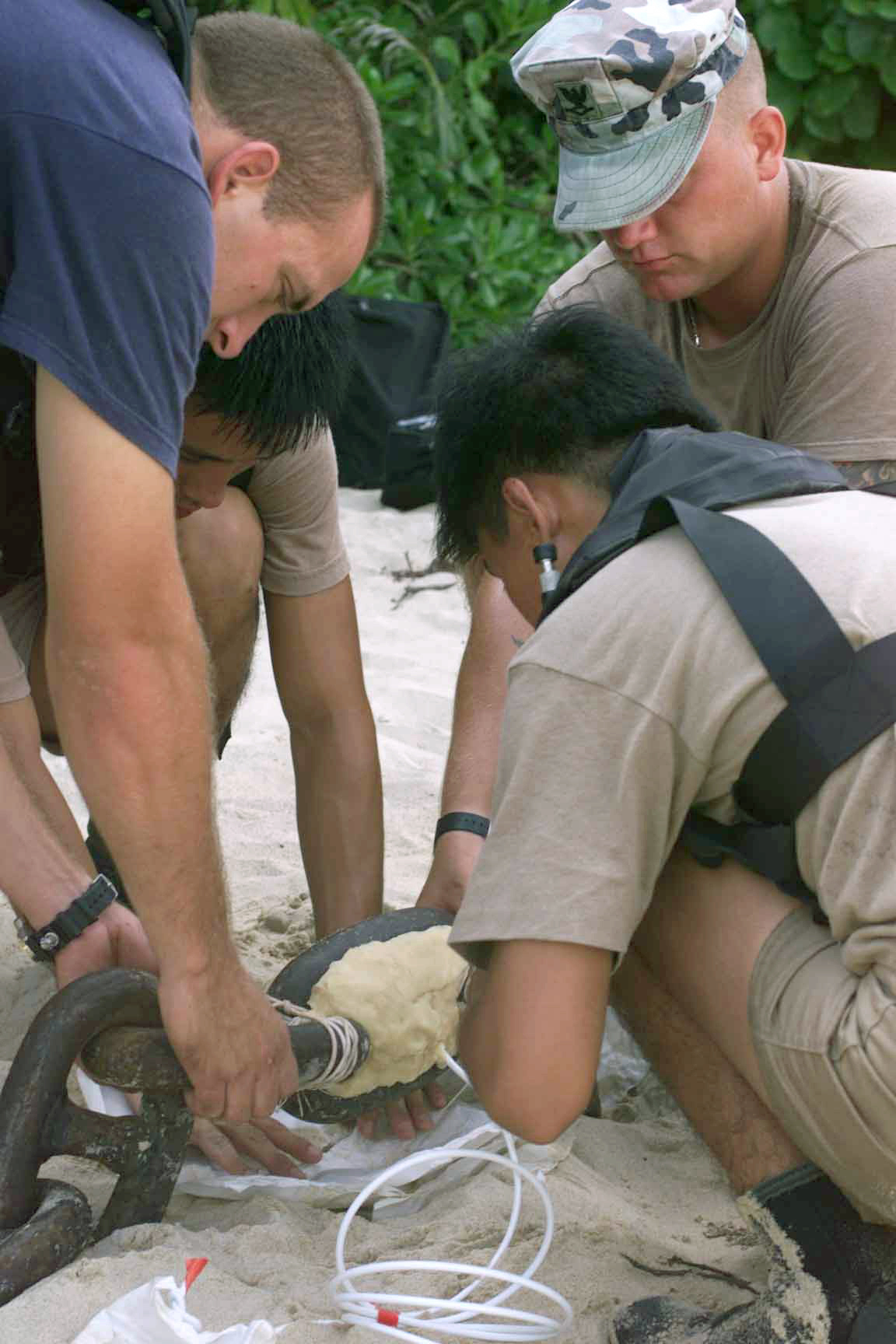
Vorbereitung für die Sprengung einer Ankerkette mit C4 (Training mit US-Navy)

PE 808 war gelbbraun und wurde in Stangen von 75 mm × 30 mm zu je 100 g in Wachspapierhüllen laboriert. Er hatte einen charakteristischen Marzipangeruch (nach Mononitrotoluol), der beim Einatmen starke Kopfschmerzen verursachte (physiologische Wirkung des Nitroglycerins). Zur Explosion gebracht wurde PE 808 mit einer Composition-Explosive-(CE)-Tetryl-Verstärkerladung und einer darin eingeführten Nr.27-Mk1-Sprengkapsel. Die Sprengkapsel war ein 45 mm langes, dünnes Aluminiumröhrchen mit äußerem Durchmesser von ca. 6,3 mm, das am geschlossenen Ende eine Hauptladung gepresstes Tetryl sowie eine Aufladung aus mit Bleistyphnat überschichtetem Bleiazid-Bleistyphnat-Knallsatz enthielt. Die Sprengkapsel ihrerseits wurde durch ein geeignetes Anzündmittel zur Umsetzung gebracht, zum Beispiel durch einen Bleistiftzünder (chemisch-mechanischer Zeitzünder) oder aber durch die in die Sprengkapsel eingeführte und darin festgewürgte Sicherheitsanzündschnur (wie die britische „Nr. 11 safety fuse“). Diese Anzündschnur bestand aus einem Schwarzpulverkern, der mit mehreren Lagen mit Pech imprägniertem Jutegewebe umsponnen und somit wasserfest ummantelt war. Sie brannte mit 0,6 Metern pro Minute, wodurch sich sehr einfach ein Verzögerungszünder herstellen ließ.
Während und kurz nach dem Zweiten Weltkrieg wurde eine ganze Reihe hexogenbasierter Sprengstoffe eingeführt (britischer PE1, PE2, PE3, PE/A, PE4, US-amerikanischer C, C2, C3, deutscher Plastit W und Hexoplast). C3 war sehr effektiv, aber bei Kälte brüchig. In den 1950er-Jahren wurde der bekannte C4, ebenfalls auf Hexogen basierend, mit Polyisobutylen und Di(2-ethylhexyl)sebacat als Bindemittel und Weichmacher entwickelt. Semtex ist ein weiterer Plastiksprengstoff, bei den Ostböhmischen Chemiewerken VCHZ Synthesia in Pardubice-Semtin entwickelt, basierend auf Nitropenta und dessen Gemischen mit Hexogen.

## Verwendung

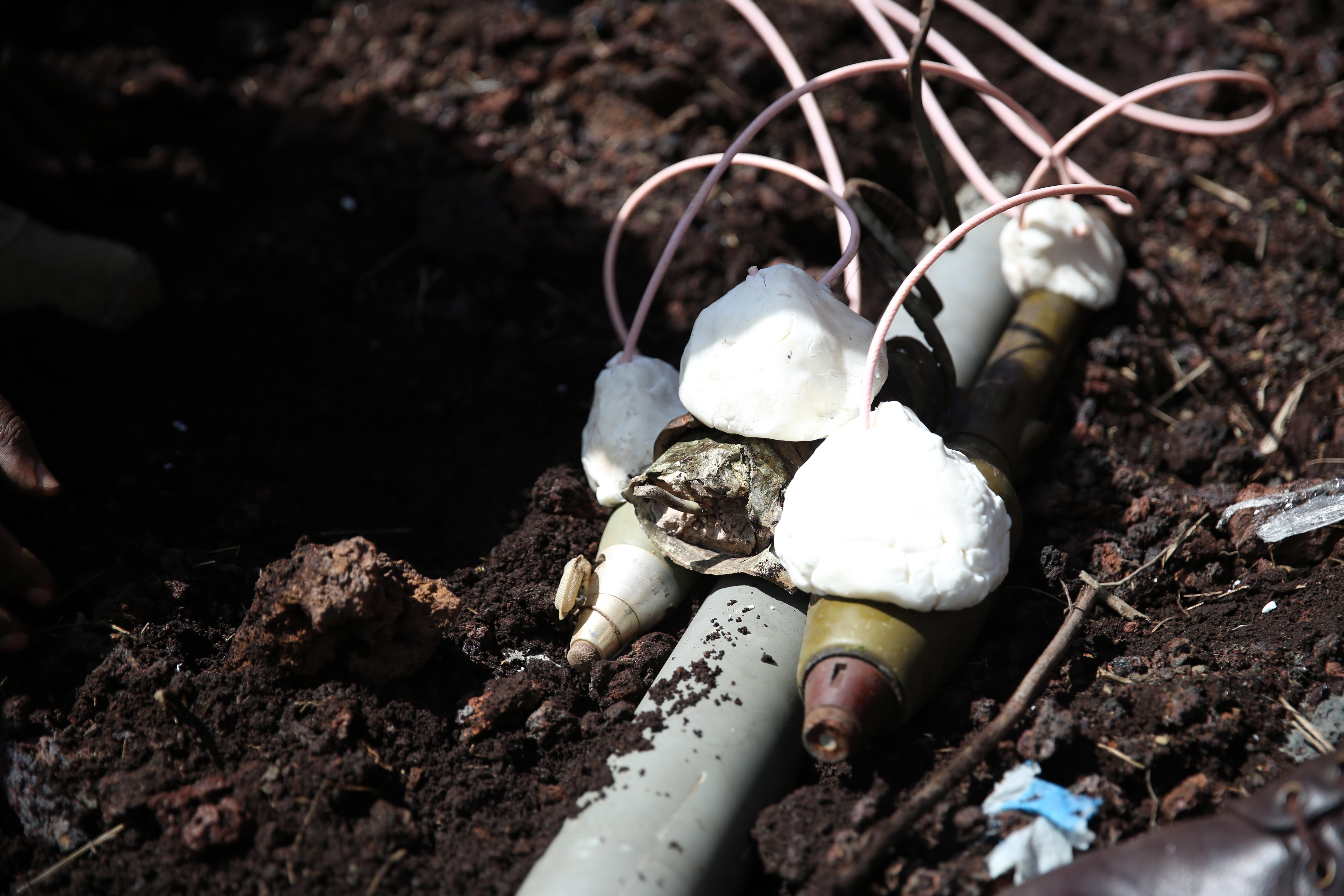
Kampfmittelbeseitigung mittels Plastiksprengstoff

Plastische Sprengstoffe finden unter anderem in Quetschkopfgranaten oder bei der Sprengung von Stahl in Schneidladungen Verwendung.
Die leichte Handhabbarkeit hat Plastiksprengstoff zu einem von militärischen Spezialeinheiten, aber auch von Terroristen genutzten Sprengstoff gemacht. Aufgrund ihrer höheren Herstellungskosten werden Plastiksprengstoffe selten im Bergbau oder für die Herstellung von Bomben verwendet.
Für den Abriss von Bauwerken kommen Plastiksprengstoffe kaum zum Einsatz, vielmehr jedoch Sprengstoffe mit „schiebender“ Wirkung, wie beispielsweise Ammongelit.

## Markierung
Plastiksprengstoffe werden bei der Herstellung durch Beimischung von Geruchsstoffen und/oder Metallspänen (englisch tagging agent oder taggant) markiert, um diese durch Spürhunde und durch Detektionsgeräte (Röntgen) besser auffinden zu können.
Solche Taggants sind leicht erriechbare Stoffe mit relativ hohem Dampfdruck wie beispielsweise:
- 2,3-Dimethyl-2,3-dinitrobutan (DMNB, DMDNB, C6H12N2O4)[3]: > 0,1 Gew.-%
- 4-Nitrotoluol (p-MNT): > 0,5 Gew.-%
- 2-Nitrotoluol (o-MNT): > 0,5 Gew.-%
- Ethylenglycoldinitrat (EGDN): > 0,2 Gew.-%

Die Herstellung formbarer Sprengstoffe ohne Markierungsstoffe ist in den meisten Staaten verboten. Geregelt wird dieses Verbot in der Convention on the Marking of Plastic Explosives for the Purpose of Detection, das unter anderem auch von Deutschland, Österreich und der Schweiz unterzeichnet wurde und am 21. Juni 1998 in Kraft trat. Alle drei Staaten haben sich zudem selbst als „producer State“, also als Herstellungsland von plastischen Sprengstoffen, deklariert.
In Deutschland wurde die Markierung durch Änderung der Ersten Verordnung zum Sprengstoffgesetz geregelt. Danach mussten nicht markierte Sprengstoffe gemäß § 6a bis zum 31. Dezember 2013 verwendet oder vernichtet werden.
Gemäß Bureau of Alcohol, Tobacco, Firearms, and Explosives, Justice §555.180 dürfen in den USA seit dem 26. April 1996 nur noch solche formbaren Sprengstoffe (Plastiksprengstoffe) verwendet werden, welche einen Markierungsstoff in vorgegebener Mindestkonzentration enthalten.